# Alpheus heterochaelis

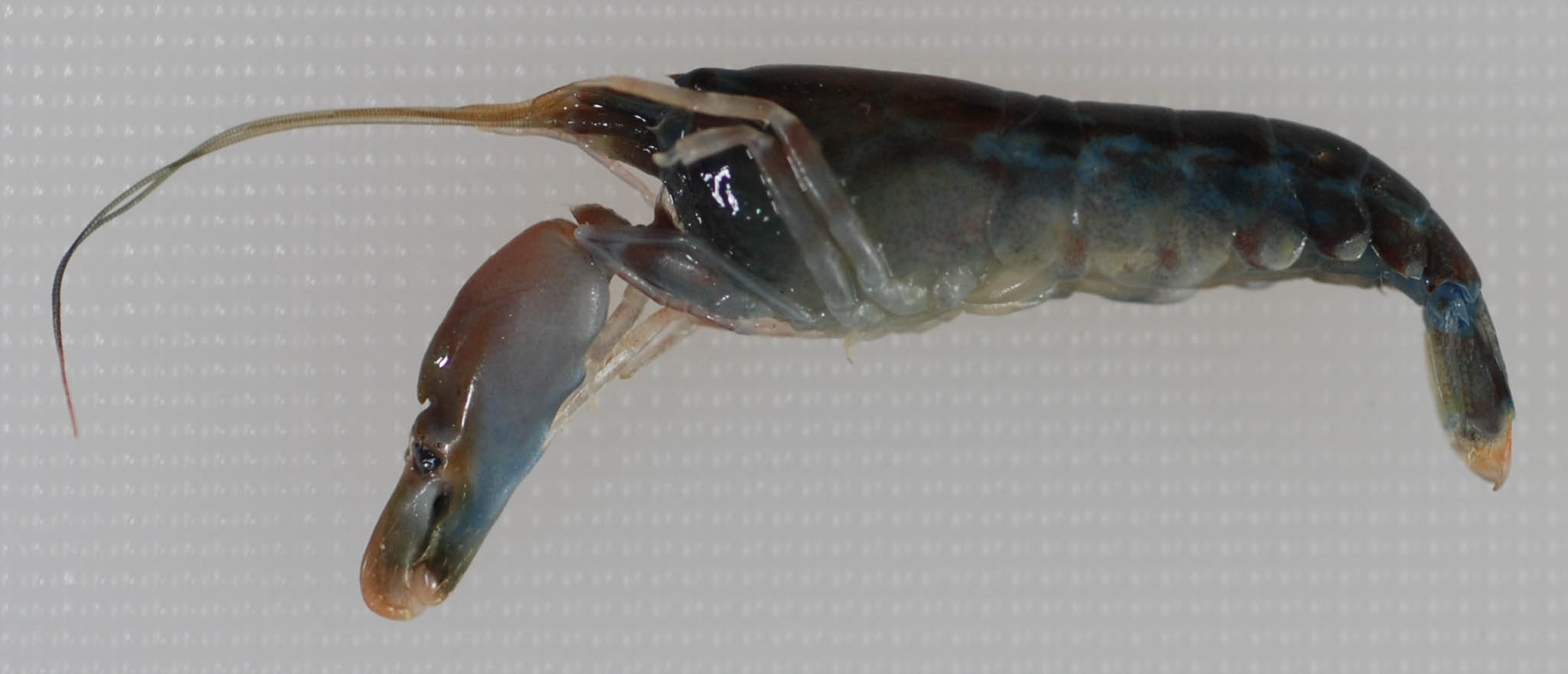
Dunkelblau gefärbtes Exemplar

Schema der Wasserstrahlerzeugung:
1. Geschlossener Dactylus (P)
2. Öffnen der Schere mit leerer Kammer (C)
3. Füllen der Kammer mit Wasser (W)
4. Schließen der Schere und Erzeugung eines Wasserstrahls (Jet-Stream) (J)

Alpheus heterochaelis ist ein zu den Knallkrebsen (Alpheidae) zählender Zehnfußkrebs (Decapoda).

## Merkmale
Männchen von Alpheus heterochaelis erreichen eine Körperlänge von 16 bis 45 Millimeter, die etwas größeren Weibchen von 18 bis 57 Millimeter. Sie gehört damit innerhalb der artenreichen Gattung zu den größeren Arten. Die Grundfärbung wird angegeben mit olivgrün bis bräunlich bzw. durchscheinend dunkelgrün, wobei ein vorderer Bereich des Carapax, die hintere Hälfte des Abdomen (oder Pleon) mit dem Telson des Schwanzfächers bläulich getönt sein kann. Der Körper kann purpurn gefleckt sein, insbesondere an den Seiten des Carapax, die größeren Scheren sind olivgrün. Die Angaben zur Färbung sind zwischen verschiedenen Beschreibungen ansonsten widersprüchlich und können nicht zur Bestimmung der Art dienen.
Alpheus heterochelis und die extrem ähnlichen nahe verwandten Arten (der edwardsii-Artengruppe) sind von anderen Alpheus-Arten unter anderem anhand folgender Merkmale unterscheidbar: Das Rostrum am Vorderende des Carapax ist gekielt, seine Spitze erreicht nicht das zweite Glied des Stielabschnitts (Pedunculus) der ersten Antennen. Der Vorderrand des Carapax ist, wie typisch für die gesamte Verwandtschaft, in zwei durch eine kleine Grube schwach abgesetzte Augendeckel (orbital hoods) verlängert, die die gestielten Augen bedecken und etwa ein Viertel der Länge des Carapax erreichen; sie besitzen eine Funktion als Schutzschild gegenüber der mit den Scheren erzeugten Druckwelle (vgl. unteren Abschnitt dazu). Er trägt bei der Art keine Dornen. Der Carapax ist etwas mehr als halb so lang wie das Abdomen, etwas zusammengedrückt ohne ausgeprägte Gruben, die Vertiefungen hinter den Augen gehen ohne Absatz in den übrigen Carapax über. Die längeren zweiten Antennen sind etwas länger als der Körper, die ersten Antennen erreichen etwa deren halbe Länge. Das erste Paar der Rumpfextremitäten oder Peraeopoden ist, wie typisch für die Höheren Krebse, zu Scheren (Chelae) umgebildet. Die größere Schere ist markant gestaltet, sie ist kurz und dick, ihr größeres, unbewegliches Grundglied (Propodus) grob halb so lang wie der gesamte Körper. Sowohl der obere wie der untere Rand besitzen eine tiefe, markante Einkerbung etwas vor dem Ansatz des beweglichen Scherenfingers. Der bewegliche Scherenfinger (Dactylus) ist breit und auf ganzer Länge gekrümmt. Die kleinen Scheren sind zwischen Männchen und Weibchen verschieden gestaltet. Wichtig für die Bestimmung ist eine Reihe von Haaren (Setae) auf der Oberseite (balaeniceps-Setae). Das zweite Glied (Merus) des scherentragenden ersten Rumpfbeinpaars besitzt vor auf der Unterseite nicht wie bei verwandten Arten einen Dorn. Das zweite Rumpfbeinpaar trägt kleine, schwach abgesetzte Chelae. Das Grundglied (Ischium) des dritten bis fünften Laufbeinpaars trägt auf der Bauchseite einen beweglichen Dorn.
Die frühere, weit abgegrenzte Art Alpheus heterochaelis wurde seit Mitte der 1990er Jahre in mehrere neue Arten aufgespalten, so dass bei älteren Artikeln meist nicht klar ist, welche Art tatsächlich gemeint war. Die 1995 abgetrennte Alpheus angulatus, später umbenannt zu Alpheus angulosus, unterscheidet sich durch die Gestalt der Vertiefungen des Carapax hinter den Augen, die Gestalt der kleineren Schere und die Anzahl und Lage von Dornen am Merus der Peraeopoden. Die erst 2014 abgetrennte Alpheus petronioi kann morphologisch nur durch die Präsenz (A. heterochaelis) bzw. das Fehlen (A. petronioi) einer dornartigen Borste auf dem Ischium des fünften Peraeopoden-Paars unterschieden werden. Andere ältere Nachweise waren falsch bestimmt und beziehen sich auf Alpheus bouvieri A. Milne-Edwards, 1878, Alpheus nuttingi (Schmitt, 1924) und weitere sehr ähnliche Arten.

## Knallerzeugung
Das erste Paar der Rumpfextremitäten oder Peraeopoden ist, wie typisch für die Höheren Krebse, zu Scheren (Chelae) umgebildet. Bei den Männchen ist eine der Scheren markant vergrößert, die große Schere kann, individuell verschieden, entweder die rechte oder die linke sein. Jede Schere besteht aus einem beweglichen Scherenglied, dem Dactylus, sowie einem unbeweglichen Scherenglied, dem Propodus. Wie andere Knallkrebse auch, ist Alpheus heterochaelis in der Lage, mit einer Schere einen Wasserstrahl und einen lauten Knall zu erzeugen, indem er den Dactylus plötzlich gegen den Propodus schnellen lässt und eine kleine wassergefüllte Kammer innerhalb der Schere schlagartig entleert. Dabei wird ein Wasserstrahl mit einer Geschwindigkeit oberhalb der Kavitationsbedingungen gebildet und es bildet sich eine Kavitationsblase. Hydrophonmessungen in Verbindung mit einer zeitgesteuerten Hochgeschwindigkeitsbildgebung des Klauenverschlusses ergaben, dass der Knall bei der Implosion der Kavitationsblase und nicht durch das Schließen der Klaue erzeugt wird.

## Funktion und Ausgestaltung des Kopfschutzschildes
Alpheus heterochaelis wendet eine Technik zum Beschuss mittels einer Druckwelle nicht nur bei Beutetieren, sondern auch bei Revierkämpfen mit Artgenossen an. Während Beutetiere dabei betäubt oder getötet werden, nehmen die Artgenossen meist keinen Schaden. Offenbar wird die Wirkung der Druckwelle durch einen vor dem Kopf befindlichen durchsichtigen Schutzschild stark abgemildert. Um herauszufinden, welche Vorteile der Kopfschutzschild bietet, entfernten amerikanische Forscher bei einigen Tieren diesen Schutzschild und setzten sie dem Beschuss von Artgenossen aus. Die derart veränderten Tiere zeigten dann nach dem Beschuss von Artgenossen deutliche Probleme bezüglich der Mobilität und Orientierung. Krebse mit intaktem Visier zeigten hingegen nach dreifachem Beschuss ein normales Verhalten. Messungen ergaben, dass das Visier die Stärke der Druckwelle halbiert. Allerdings schützt das Visier nur dann optimal, wenn es vorne offen ist. Wird die Öffnung künstlich verschlossen, so fällt die Dämpfung wesentlich geringer aus. Offenbar wird ein Großteil der kinetischen Energie mit dem unter dem Schutzschild austretenden Wasser abgeleitet.
Das einzigartige Design könnte Anlass sein, um einen Schutzhelm für Menschen zu entwickeln, die mit Sprengstoff und anderen Quellen von Schockwellen arbeiten.

## Verbreitung und Lebensraum
Alpheus heterochaelis bewohnt Küstengebiete im westlichen Atlantik vor der Küste der USA, nördlich bis Delaware, sowie im nördlichen Golf von Mexiko. Angaben weiter südlich, bis vor die Küste von Brasilien, beziehen sich auf die 2014 abgetrennte neue Art Alpheus petronioi. Sicher bestimmte Nachweise von Alpheus heterochaelis ab der südlichen Karibik fehlen. So liegen aus Panama keine abgesicherten Funde vor.

## Lebensweise
Alpheus heterochaelis ernährt sich von kleinen Meerestieren, beispielsweise von Würmern, Krebsen und Fischen.